# 1929 en musique classique
| \| • Retour à la chronologie générale de la musique classique • \| |
| Grèce • Rome • Haut Moyen Âge • VIIIe siècle • IXe siècle • Xe siècle • XIe siècle XIIe siècle • XIIIe siècle • XIVe siècle • XVe siècle • XVIe siècle • XVIIe siècle XVIIIe siècle • XIXe siècle • XXe siècle • XXIe siècle |
| • Retour à la chronologie générale de la musique classique • |

| Années en musique classique : 1926 - 1927 - 1928 - 1929 - 1930 - 1931 - 1932    |
| Décennies en musique classique : 1890 - 1900 - 1910 - 1920 - 1930 - 1940 - 1950 |

## Événements

### Créations
- 11 janvier : le Stabat Mater de Karol Szymanowski, créé à Varsovie sous la direction de Grzegorz Fitelberg.
- 26 janvier : le Sextuor à cordes de Vincent d'Indy, créé à Paris à la Société nationale de musique, par le Quatuor Calvet et Mmes Pascal et Bergeron.
- 27 janvier : les Six pièces pour grand orchestre (version révisée) d'Anton Webern, créée à Berlin, sous la direction d'Hermann Scherchen (voir 1913).
- 21 février : les Feste romane, poème symphonique de Respighi, créé au Carnegie Hall de New York par l'Orchestre philharmonique de New York sous la direction d'Toscanini.
- 20 mars : le Quatuor à cordes no 4 de Béla Bartók, créé à Budapest.
- 24 avril : La Peau de chagrin, drame lyrique de Charles-Gaston Levadé, livret tiré du roman La Peau de chagrin de Balzac est créé à l'Opéra-Comique de Paris.
- 29 avril : Le Joueur, opéra de Prokofiev est créé à Bruxelles sous la direction de Maurice Corneil de Thoran.
- 3 mai : Le Concert champêtre, pour clavecin et orchestre de Poulenc est créé à Paris par Wanda Landowska et l'orchestre symphonique de Paris dirigé par Pierre Monteux.
- 17 mai : la Symphonie no 3 en do mineur op. 44, de Prokofiev est créée à Paris par l'Orchestre symphonique de Paris dirigé par Pierre Monteux.
- 21 mai : Le Fils prodigue, ballet de Prokofiev, créé à Paris sous la direction de Henri Defossé par les Ballets russes de Serge de Diaghilev.
- 18 juin : Aubade, concerto chorégraphique pour piano et 18 instruments de Poulenc est créé chez les Noailles.
- 10 octobre : Le Pays du sourire, opérette de  Franz Lehár (2e version), créée au Berliner Metropol-Theater (pour la première version, voir 1923).
- 29 octobre : le Trio pour flûte, alto et violoncelle d'Albert Roussel, créé à Paris.
- 14 novembre : Boléro de Maurice Ravel, première mondiale au concert, à New York, par Arturo Toscanini.
- novembre : les Tableaux d'une exposition de Modeste Moussorgski, dans la version orchestrée par Maurice Ravel, sont joués à Philadelphie par Leopold Stokowski (création américaine).
- 18 décembre : la Symphonie op. 21 d'Anton Webern, créée à New York par l'Orchestre de la Ligue des compositeurs dirigé par Alexander Smallens.

Date indéterminée
- Début de la composition par Alban Berg de son opéra Lulu.
- le Quintette à cordes de Bohuslav Martinů.

### Autres
- Création de l'Orchestre symphonique de la radio slovaque.
- Fondation de l'Orchestre symphonique de la radio de Francfort.

## Enregistrements
- Serge Rachmaninov enregistre son Concerto pour piano no 2, accompagné par l'orchestre de Philadelphie sous la direction de Leopold Stokowski

## Naissances

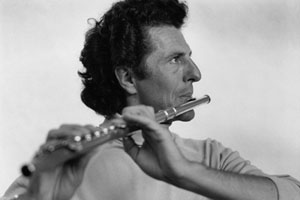
Peter-Lukas Graf

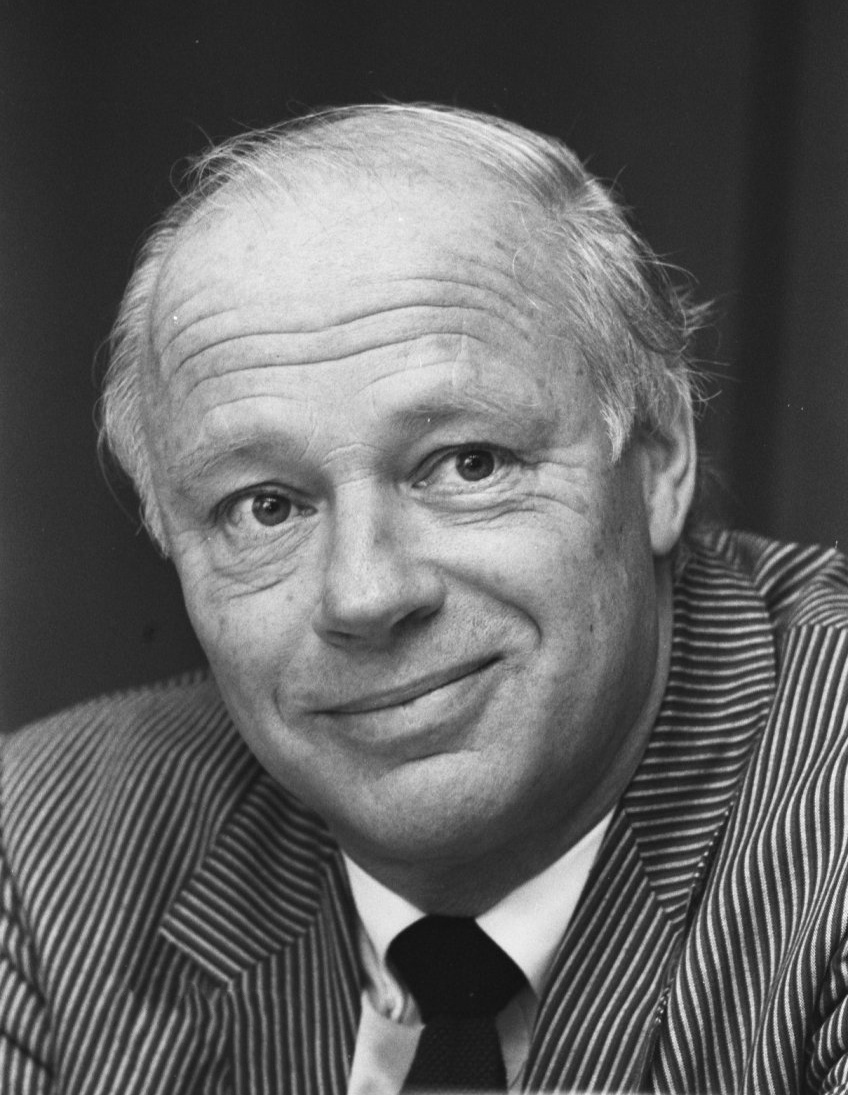
Bernard Haitink

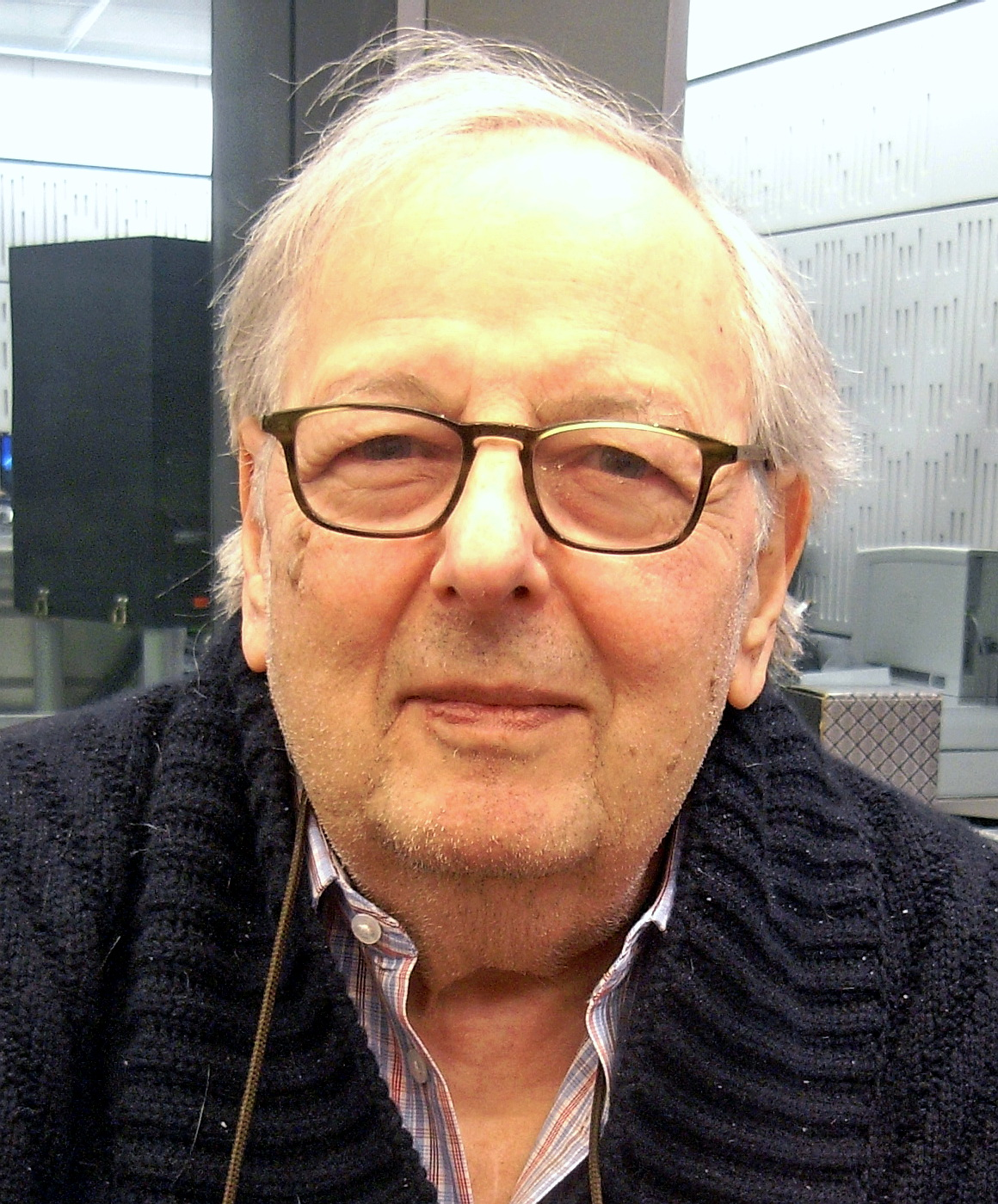
André Previn

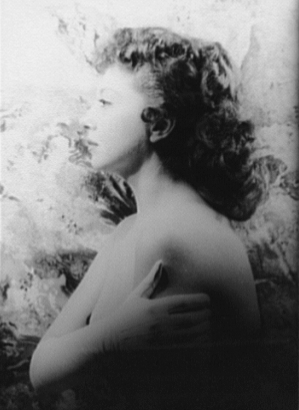
Beverly Sills

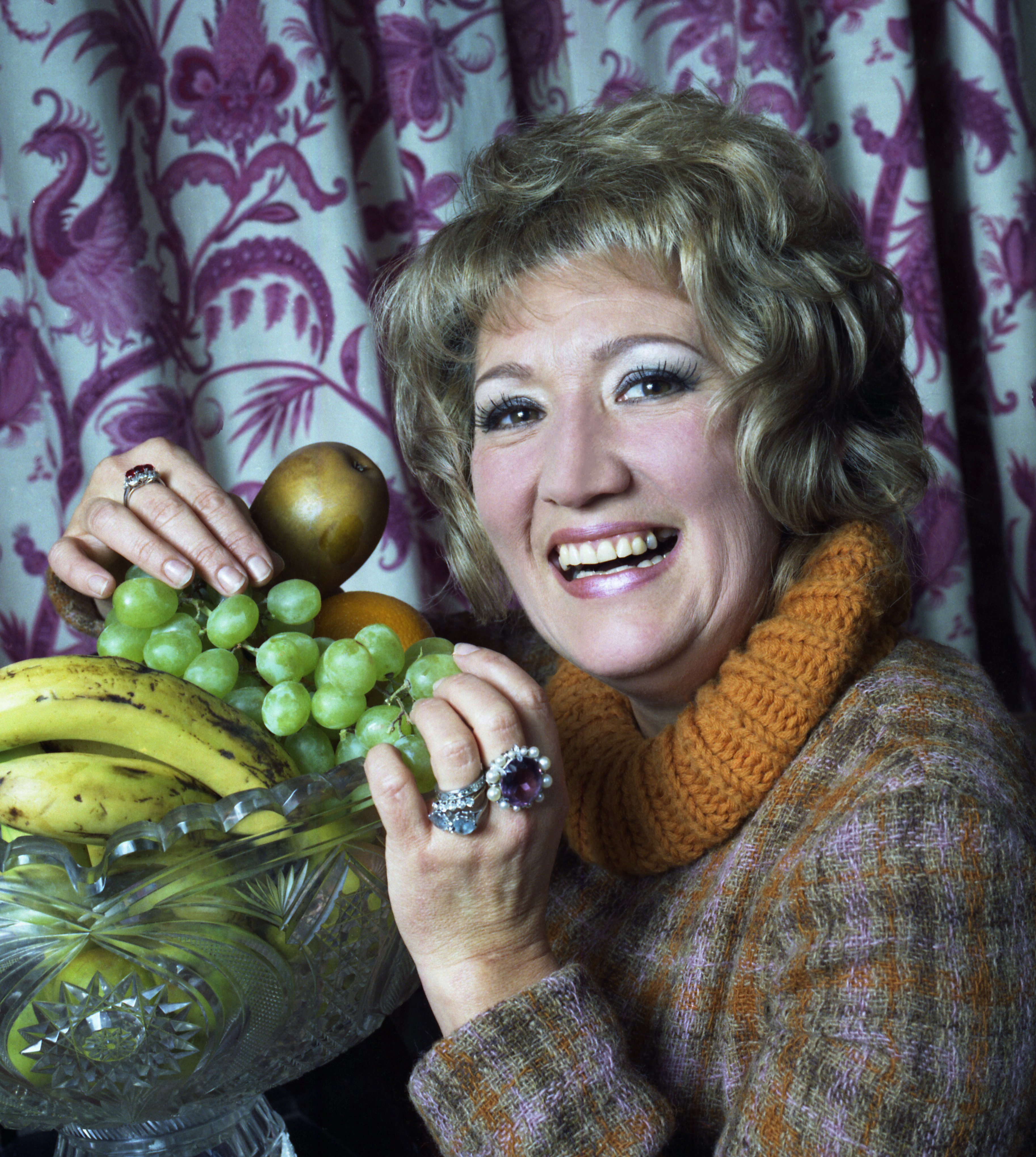
June Bronhill

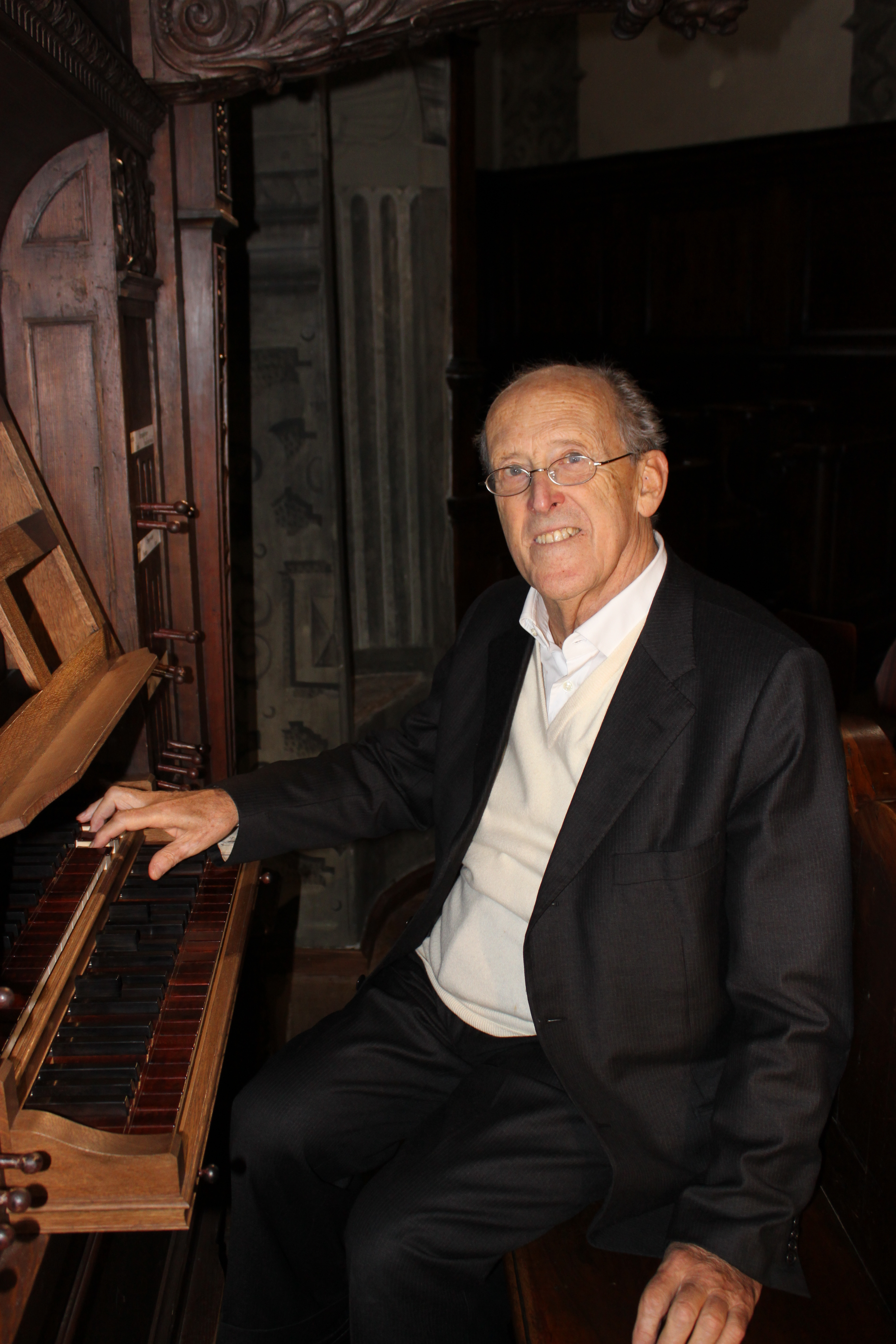
Ferdinando Tagliavini

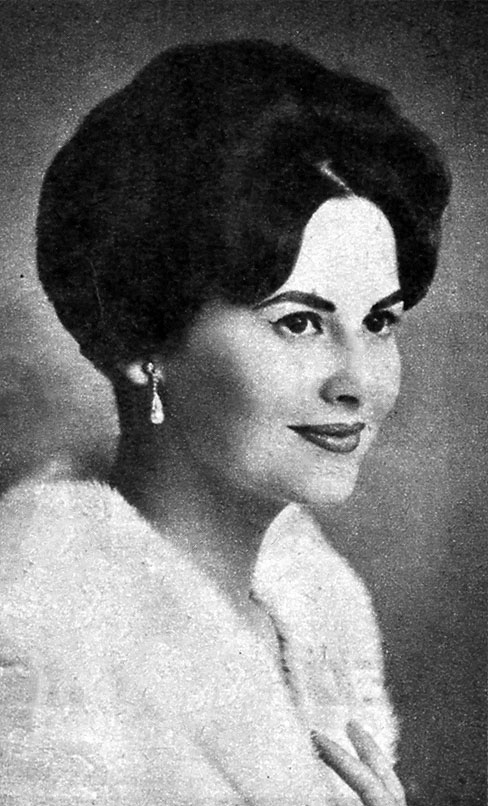
Gianna D'Angelo

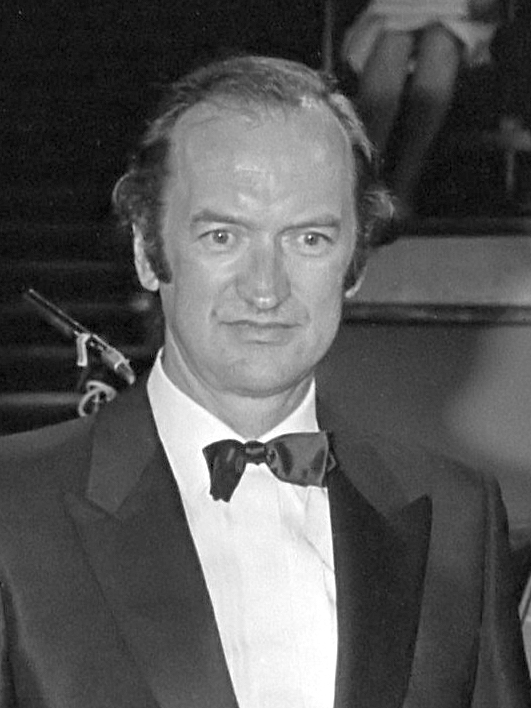
Nikolaus Harnoncourt

- 5 janvier : Peter-Lukas Graf, flûtiste suisse.
- 15 janvier : 
  - Eva Badura-Skoda, musicologue germano-autrichienne.
  - Teizō Matsumura, compositeur et poète japonais († 6 août 2007).
- 16 janvier : Heinz Rögner, chef d'orchestre allemand († 10 décembre 2001).
- 18 janvier : Pierick Houdy, compositeur français († 22 mars 2021).
- 22 janvier : Petr Eben, compositeur, pianiste, organiste et improvisateur tchèque († 24 octobre 2007).
- 2 février : Waldemar Kmentt, ténor autrichien († 21 janvier 2015).
- 4 février : Stanley Drucker, clarinettiste américain († 19 décembre 2022).
- 5 février : Luc Ferrari, compositeur français († 22 août 2005).
- 18 février : 
  - Agustín González Acilu, compositeur espagnol († 14 août 2023).
  - André Mathieu, pianiste et compositeur québécois († 2 juin 1968).
- 20 février : Toshirō Mayuzumi, compositeur japonais († 10 avril 1997).
- 28 février : Joseph Rouleau, chanteur lyrique québécois († 12 juillet 2019).
- 4 mars : 
  - Bernard Haitink, chef d'orchestre néerlandais († 21 octobre 2021).
  - Josep Maria Mestres Quadreny, compositeur espagnol († 18 janvier 2021).
- 11 mars : George Bălan, philosophe, musicologue et aphoriste roumain.
- 13 mars :
  - Rosalind Elias, mezzo-soprano américaine († 3 mai 2020).
  - Jane Rhodes, cantatrice française († 7 mai 2011).
- 15 mars : Antonietta Stella, cantatrice italienne.
- 19 mars : Robert Muczynski, compositeur américain († 25 mai 2010).
- 22 mars : Micheline Grancher, mezzo-soprano française († 23 avril 2013).
- 30 mars : Jean Gallois, musicologue et critique musical français († 4 octobre 2022).
- 6 avril :
  - Edison Denisov, compositeur russe († 24 novembre 1996).
  - André Previn, chef d'orchestre et compositeur américain († 28 février 2019).
- 8 avril : Walter Berry, baryton-basse autrichien († 27 octobre 2000).
- 14 avril : Paavo Berglund, chef d'orchestre finlandais († 2012).
- 15 avril :
  - Renato Cioni, ténor italien († 4 mars 2014).
  - Mendi Rodan, chef d'orchestre et violoniste israélien né roumain († 9 mai 2009).
- 20 avril : Berj Zamkochian, organiste américain († 23 février 2004).
- 25 avril : Hans-Joachim Rotzsch, chef de chœur allemand et Thomaskantor († 25 septembre 2013).
- 26 avril : Louis Erlo, metteur en scène et directeur de scène lyrique français.
- 29 avril : 
  - Michel Caron, artiste français, chanteur lyrique et comédien († 3 septembre 2001).
  - Peter Sculthorpe, compositeur australien.
- 3 mai : Hans Stadlmair, chef d'orchestre et compositeur autrichien († 13 février 2019).
- 9 mai : Françoise Deslogères, ondiste française.
- 10 mai : Jacques Grimbert, chef d'orchestre français.
- 12 mai : Zygmunt Marian Szweykowski, musicologue polonais († 3 août 2023).
- 18 mai : Roger Matton, compositeur, pédagogue, ethnomusicologue québécois († 7 juin 2004).
- 25 mai : Beverly Sills, soprano américaine († 2 juillet 2007).
- 1er juin :
  - Pierre del Vescovo, corniste français.
  - Yehudi Wyner, compositeur, pianiste, chef d'orchestre et professeur de musique américain.
- 2 juin : Frédéric Devreese, compositeur belge († 28 septembre 2020).
- 6 juin : Bogusław Schaeffer, compositeur, musicologue et artiste graphique polonais.
- 13 juin : Kurt Equiluz, ténor autrichien († 20 juin 2022).
- 15 juin :
  - Lotfi Mansouri, administrateur, impresario et directeur d'opéra américain († 30 août 2013).
- 20 juin : Ingrid Haebler, pianiste autrichienne († 14 mai 2023).
  - Geoffrey Parsons, pianiste australien († 26 janvier 1995).
- 22 juin : Pierre Thibaud, trompettiste français († 29 novembre 2004).
- 23 juin : Henri Pousseur, compositeur belge († 6 mars 2009).
- 26 juin : June Bronhill, chanteuse d'opéra australienne († 24 janvier 2005).
- 29 juin :
  - Alexandre Lagoya, guitariste français († 24 août 1999).
  - Michio Mamiya, compositeur japonais († 11 décembre 2024).
- 30 juin : Othmar Mága, chef d'orchestre allemand.
- 4 juillet : James Haar, musicologue américain († 15 septembre 2018).
- 6 juillet :
  - Miłosz Magin, pianiste et compositeur polonais († 4 mars 1999).
  - Gerd Zacher, organiste allemand († 9 juin 2014).
- 9 juillet : Eberhard Waechter, baryton autrichien († 29 mars 1992).
- 11 juillet : Hermann Prey, baryton allemand († 22 juillet 1998).
- 26 juillet : Alexis Weissenberg, pianiste français d'origine bulgare († 8 janvier 2012).
- 29 juillet : Avet Terterian, compositeur arménien († 11 décembre 1994).
- 2 août : André Sennedat, bassoniste français.
- 4 août : Gabriella Tucci, soprano lirico-spinto italienne († 11 juillet 2020).
- 8 août : Josef Suk, violoniste tchèque († 7 juillet 2011).
- 10 août : John Alldis, chef de chœur britannique († 20 décembre 2010).
- 11 août : Alun Hoddinott, compositeur britannique († 12 mars 2008).
- 12 août : Jōji Yuasa, compositeur japonais († 24 juillet 2024).
- 21 août : Jeannine Vanier, organiste, compositrice et professeur de musique canadienne († 7 mars 2023).
- 28 août :
  - István Kertész, chef d'orchestre hongrois († 16 avril 1973).
  - Ferdinand Klinda, organiste slovaque.
- 29 août : Rosa Sabater, pianiste espagnole († 27 novembre 1983).
- 3 septembre : Wolfgang Rehm, musicologue allemand, éditeur de la Neue Mozart-Ausgabe († 6 avril 2017).
- 8 septembre : Christoph von Dohnányi, chef d'orchestre allemand.
- 9 septembre : Alekseï Maslennikov, ténor soviétique.
- 10 septembre : Akio Yashiro, compositeur japonais († 9 avril 1976).
- 13 septembre : Nicolaï Ghiaurov, chanteur lyrique bulgare naturalisé italien († 2 juin 2004).
- 28 septembre : Zheng Xiaoying, chef d'orchestre chinoise.
- 1er octobre : Peter Meven, chanteur d'opéra allemand († 30 août 2003).
- 2 octobre : Kenneth Leighton, compositeur, pianiste et pédagogue britannique († 24 août 1988).
- 5 octobre : Simon Streatfeild, altiste, chef d'orchestre et pédagogue anglo-canadien.
- 7 octobre : Luigi Ferdinando Tagliavini, organiste, claveciniste et musicologue italien († 11 juillet 2017).
- 11 octobre : Daniel Wayenberg, pianiste et compositeur néerlandais († 17 septembre 2019).
- 18 octobre : Hans Wallat, chef d'orchestre allemand († 11 décembre 2014).
- 19 octobre : Dumitru Capoianu, compositeur roumain († 4 juin 2012).
- 20 octobre : Saschko Gawriloff, violoniste allemand d'origine bulgare.
- 24 octobre : George Crumb, compositeur américain.
- 27 octobre : Hannes Kästner, organiste et claveciniste allemand († 14 juillet 1993).
- 2 novembre : Harold Farberman, chef d'orchestre et compositeur américain († 24 novembre 2018).
- 9 novembre : Piero Cappuccilli, baryton italien († 12 juillet 2005).
- 18 novembre : Gianna D'Angelo, soprano américaine († 2013).
- 20 novembre : Nini Bulterijs, compositrice belge († 12 décembre 1989).
- 1er décembre : Wolfgang Anheisser, baryton allemand († 5 janvier 1974).
- 6 décembre : Nikolaus Harnoncourt, chef d'orchestre autrichien († 5 mars 2016).
- 18 décembre : Jean-Claude Hartemann, chef d'orchestre français († 27 novembre 1993).
- 24 décembre : Noel Rawsthorne, organiste et compositeur britannique († 28 janvier 2019).
- 31 décembre : Serge Blanc, violoniste français († 29 juin 2013).

Date indéterminée
- Rosa María Kucharski, pianiste catalane.
- Pierrette Mari, compositrice et musicographe française.
- Didier Van Damme, compositeur et chef d'orchestre belge.
- John Williamson, compositeur et pianiste britannique.

## Décès

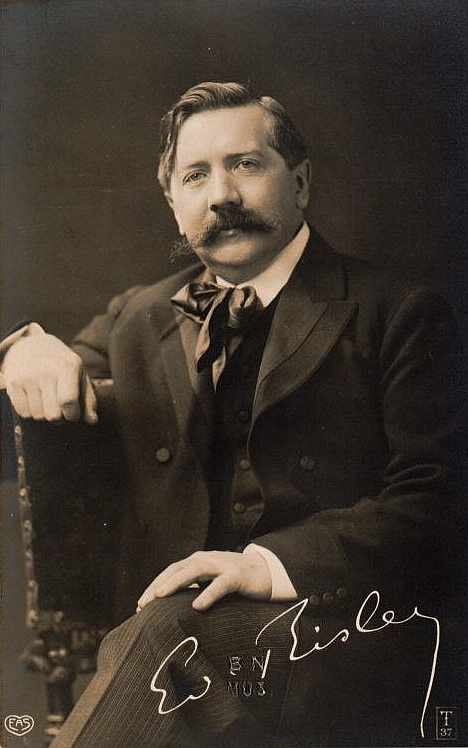
Édouard Risler

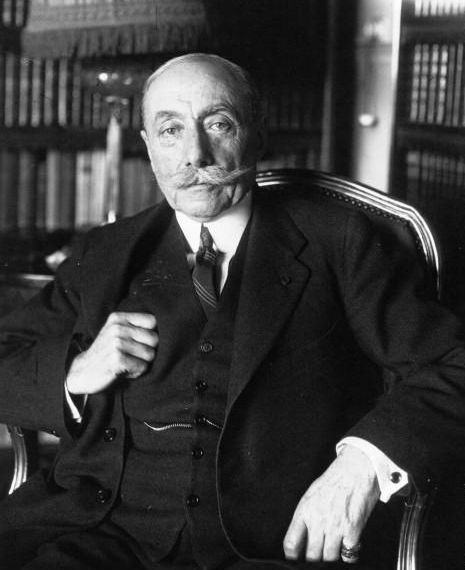
André Messager

- 9 janvier : Paul Jeanjean, musicien, clarinettiste et compositeur français (° 1er novembre 1874).
- 11 janvier : Elfrida Andrée, organiste, compositrice, et chef d'orchestre d'origine suédoise (° 19 février 1841).
- 12 janvier : 
  - Prosper Mimart, clarinettiste français et professeur au Conservatoire de Paris (° 8 août 1859).
  - Hortense Parent, pianiste, compositrice et pédagogue française (° 22 mars 1837).
- 27 janvier : Fidès Devriès, soprano française (° 22 avril 1850).
- 5 février : Abbie Gerrish-Jones, compositrice, librettiste et critique musicale américaine (° 10 septembre 1863).
- 6 février : Siegfried Ochs, chef de chœur et compositeur allemand (° 19 avril 1858).
- 15 février : Fernand Le Borne, compositeur, critique musical et chef d'orchestre d'origine belge (° 10 mars 1862).
- 24 février : André Messager, compositeur français (° 30 décembre 1853).
- 27 février : Emma Roberto Steiner, compositrice et cheffe d'orchestre américaine (° 1852).
- 9 mars : Jane Joseph, compositrice et professeur de musique anglaise (° 31 mai 1894).
- 13 mars : Eusebius Mandyczevski, musicologue, compositeur, chef d'orchestre et professeur de musique ukraino-autrichien (° 18 août 1857).
- 22 mars : Anton Beer-Walbrunn, compositeur allemand (° 29 juin 1864).
- 29 mars : Jacques Tessarech, guitariste et compositeur français (° 9 avril 1862).
- 2 avril : Louis Vuillemin, compositeur, musicologue et chef d'orchestre français (° 19 décembre 1879).
- 9 avril : Carlo della Giacoma, compositeur et chef d'orchestre italien (° 3 mars 1858).
- 15 avril : Antonio Smareglia, compositeur italien (° 5 mai 1854).
- 22 avril : Ödön Mihalovich, compositeur Hongrois (° 13 septembre 1842).
- 17 mai : Lilli Lehmann, soprano allemande (° 24 novembre 1848).
- 19 juillet : Meta Seinemeyer, soprano allemande (° 5 septembre 1895).
- 22 juillet : 
  - Bror Beckman, compositeur suédois (° 10 février 1866).
  - Édouard Risler, pianiste français (° 23 février 1873).
- 19 août : Serge de Diaghilev, fondateur des Ballets russes (° 31 mars 1872).
- 27 août : 
  - Giulio Bas, compositeur, maître de chapelle et organiste italien (° 21 avril 1874).
  - István Kerner, chef d'orchestre hongrois (° 5 avril 1867).
- 15 septembre : Hermann Graedener, compositeur, pédagogue et chef d’orchestre germano-autrichien (° 8 mai 1844).
- 28 septembre : Louis Roth, compositeur et chef d'orchestre autrichien (° 20 avril 1843).
- 26 octobre : Swan Hennessy, compositeur irlando-américain ayant fait carrière à Paris (° 24 novembre 1866).
- 27 octobre : Alfred Maria Willner, librettiste et compositeur autrichien (° 11 juillet 1859).
- 30 octobre : Ovide Musin, violoniste et compositeur belge (° 22 septembre 1854).
- 11 novembre : Mieczysław Sołtys, compositeur polonais (° 7 février 1863).
- 19 novembre : Arthur Henry Mann, organiste, chef de chœur et compositeur anglais (° 16 mai 1850).